# Lights in Alingsås

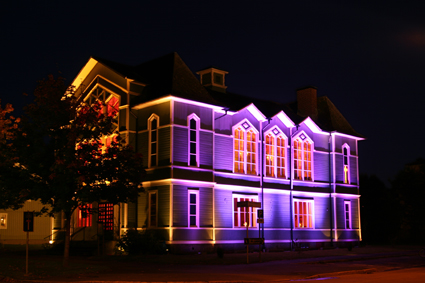

Lights in Alingsås är ett årligen återkommande evenemang inom ljusdesign som arrangerades första gången 1999. Ljusdesigners, både nationella och internationella, kommer varje år i slutet av september till Alingsås för att under en workshop ljussätta offentliga stadsmiljöer tillsammans med studenter från hela världen. Under hela oktober kan ljussättningarna beskådas, antingen på egen hand eller tillsammans med en utbildad ljusguide. Evenemanget lockar över 70 000 besökare till Alingsås varje höst.

## Lights in Alingsås 2024
Temat 2024 var Mytologins magiska värld och installationerna skapades av runt 100 personer från 25 olika länder, huvudsakligen Sverige och Spanien.
Årets workshopsintallationer leddes av följande personer:
- Johan Röklander, verksam i Sverige
- Valerie Insardi, verksam i USA
- George Fatseas, verksam i Grekland
- Emma Cogswell, verksam i Storbritannien
- Chayot Kiranantawat, verksam i Singapore
- Jasmina Memić, verksam i Bosnien-Hercegovina
- Srdja Hrisafovic, verksam i Bosnien-Hercegovina

Nytt besöksrekord sattes med 90 000 besökare.

Bilder 2024
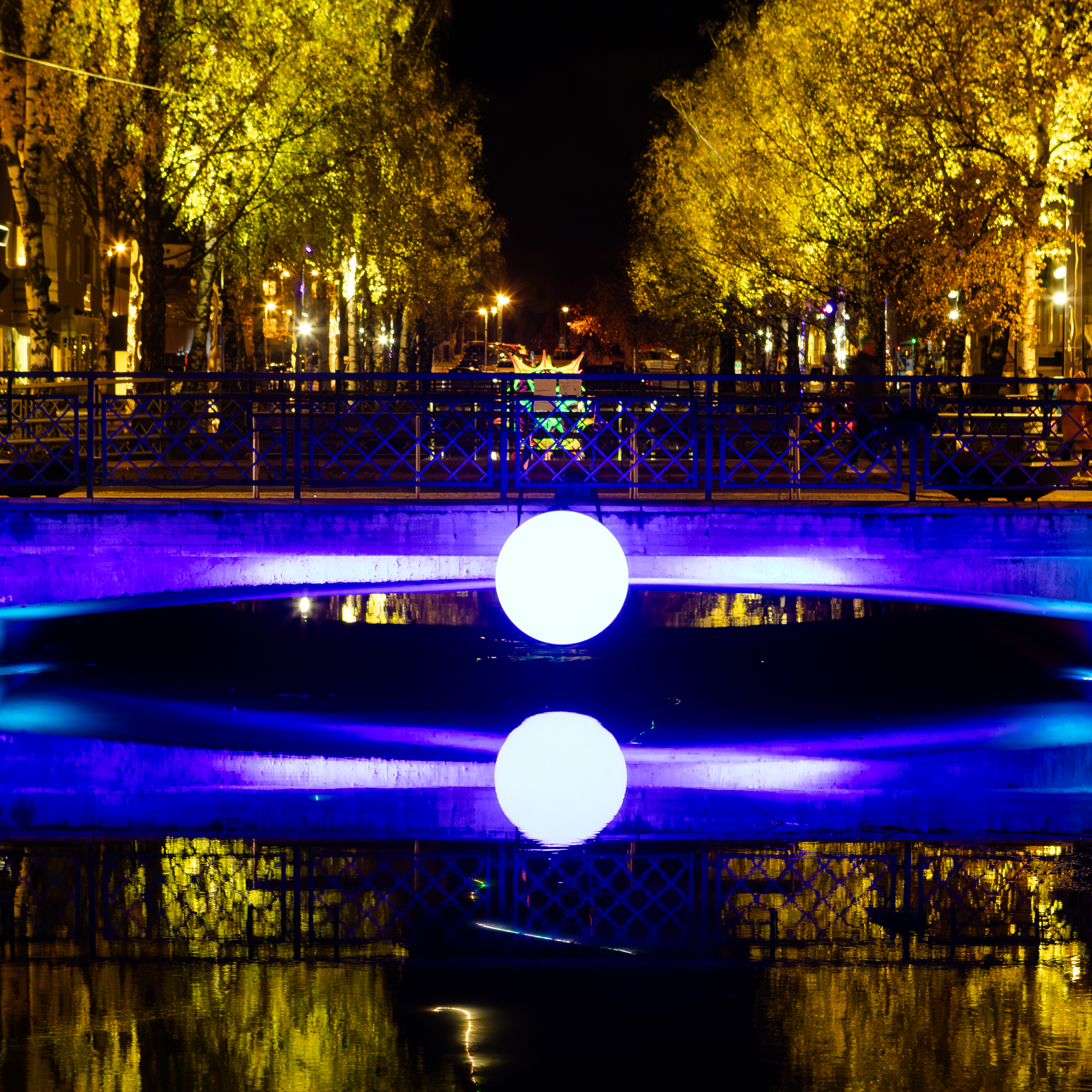
Månens mystik, Johan Röklander
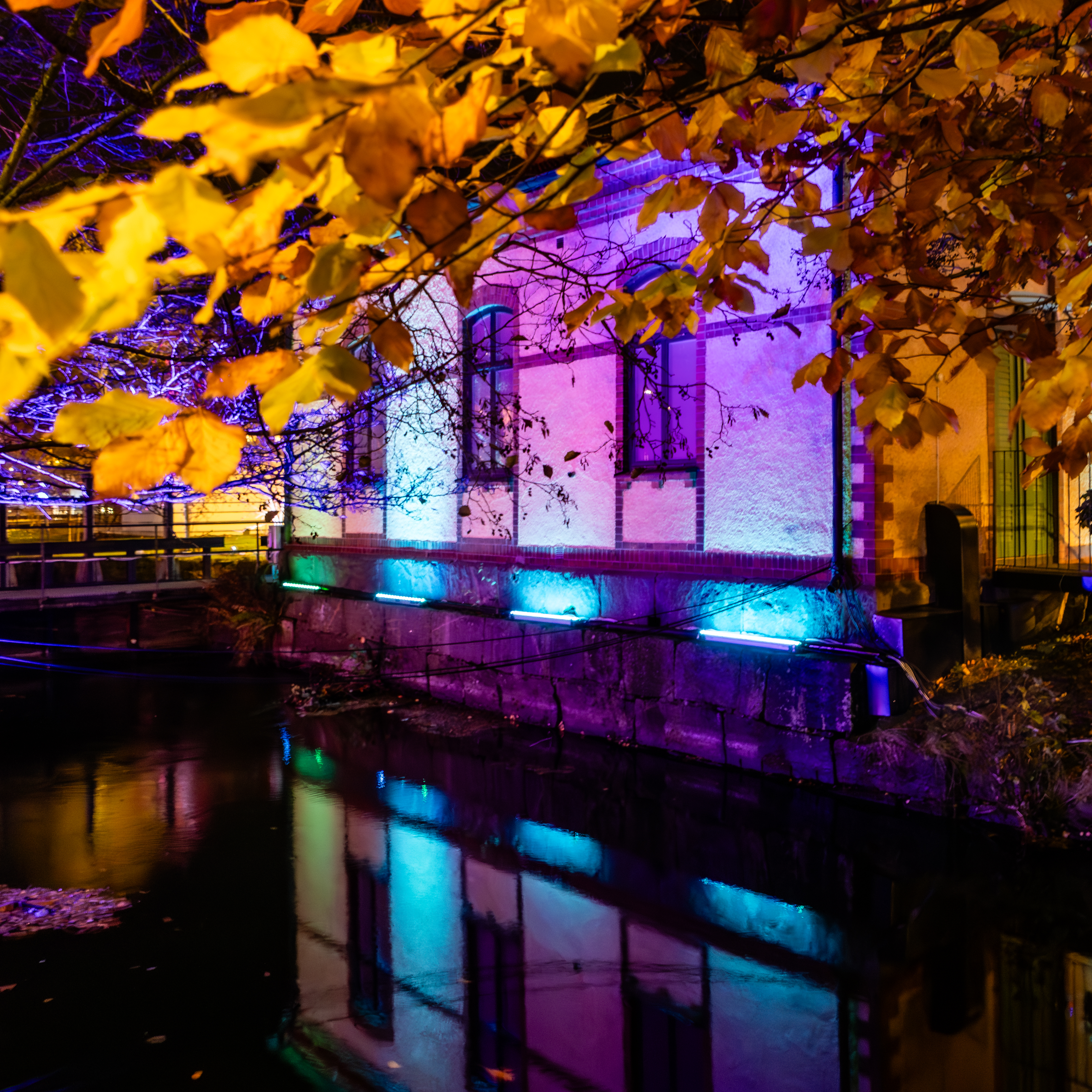
Myten om Orfeus och Eurydike, Valerie Insardi
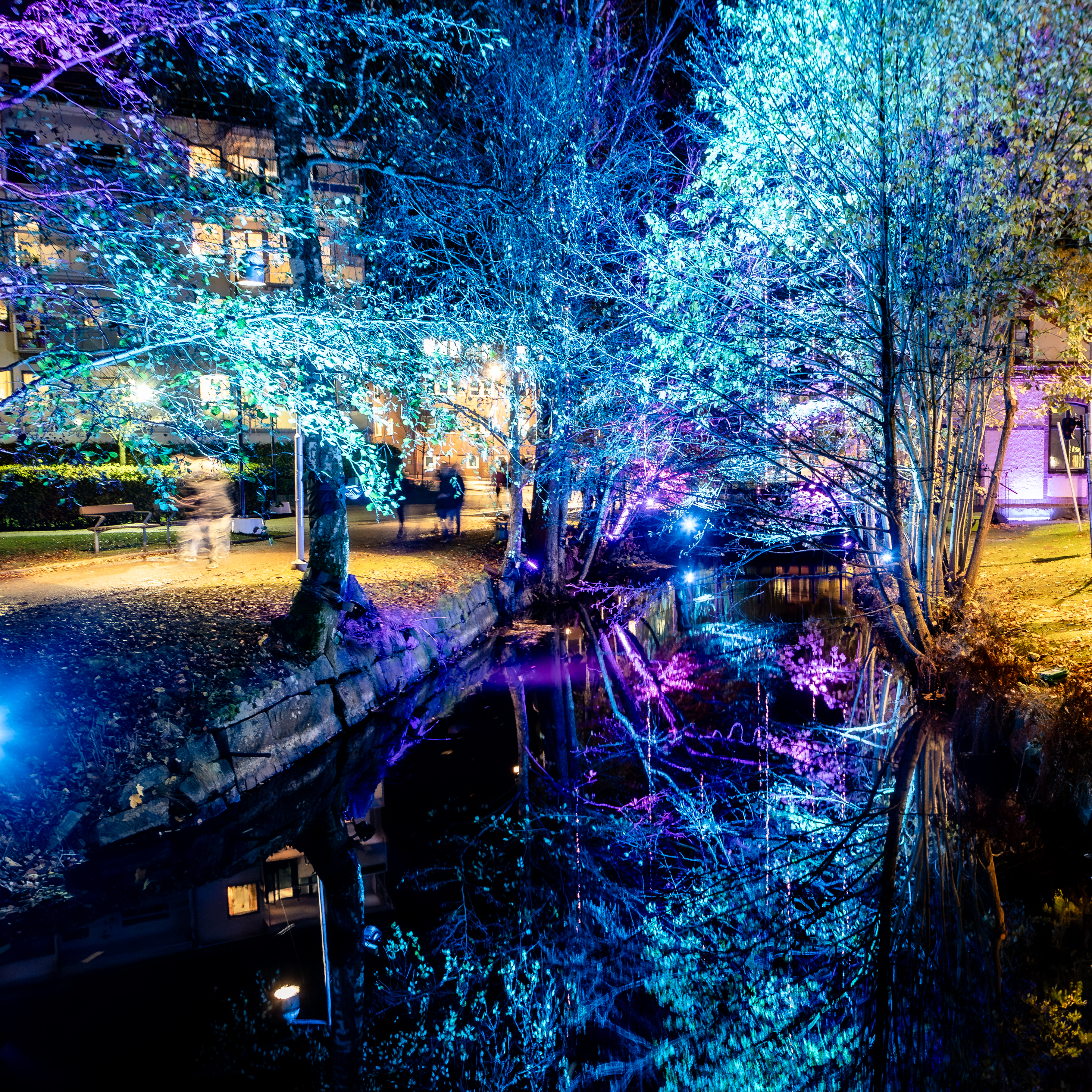
Myten om Orfeus och Eurydike, Valerie Insardi
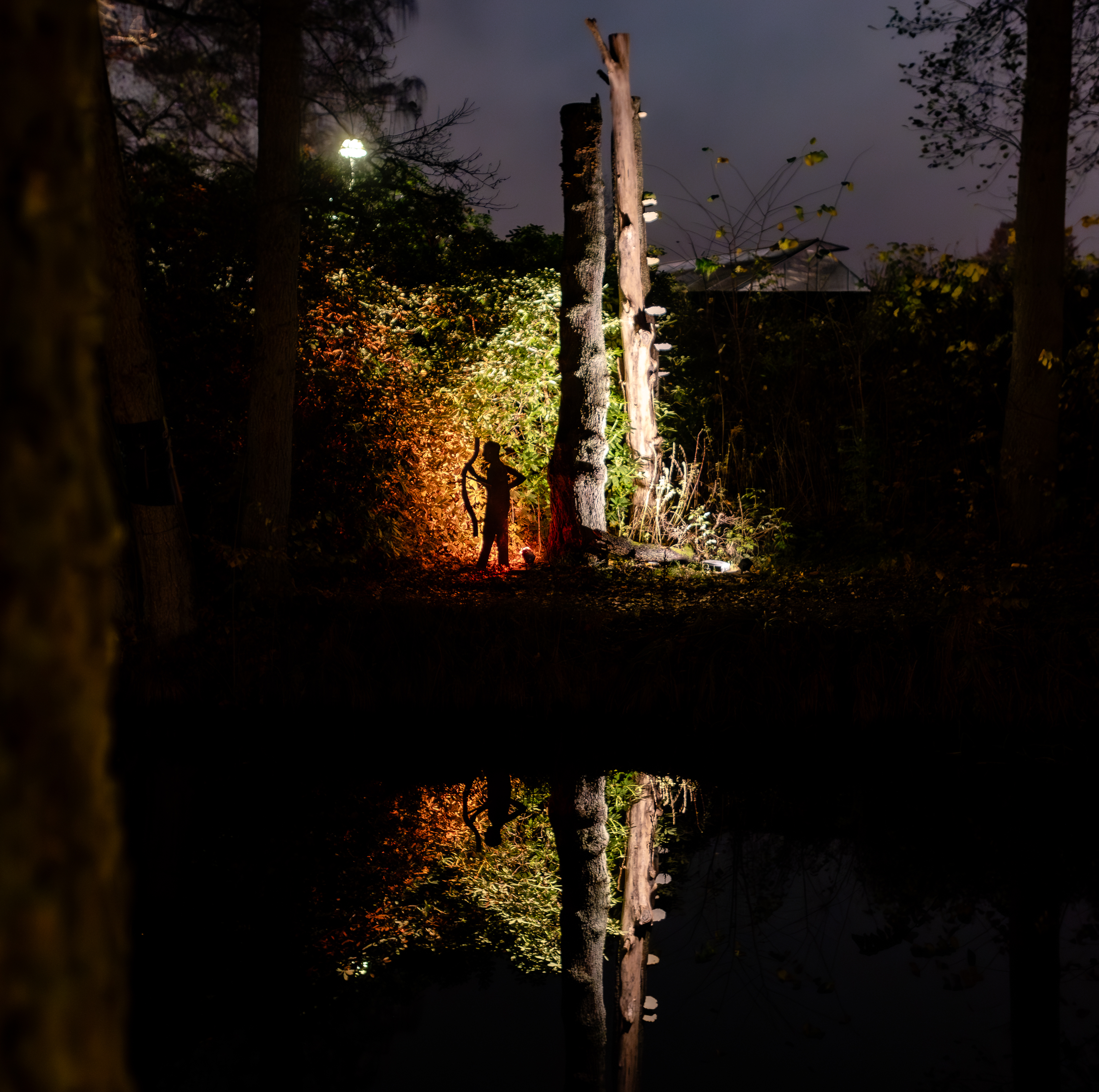
Den förtrollade skogen, Chayot Kiranantawat
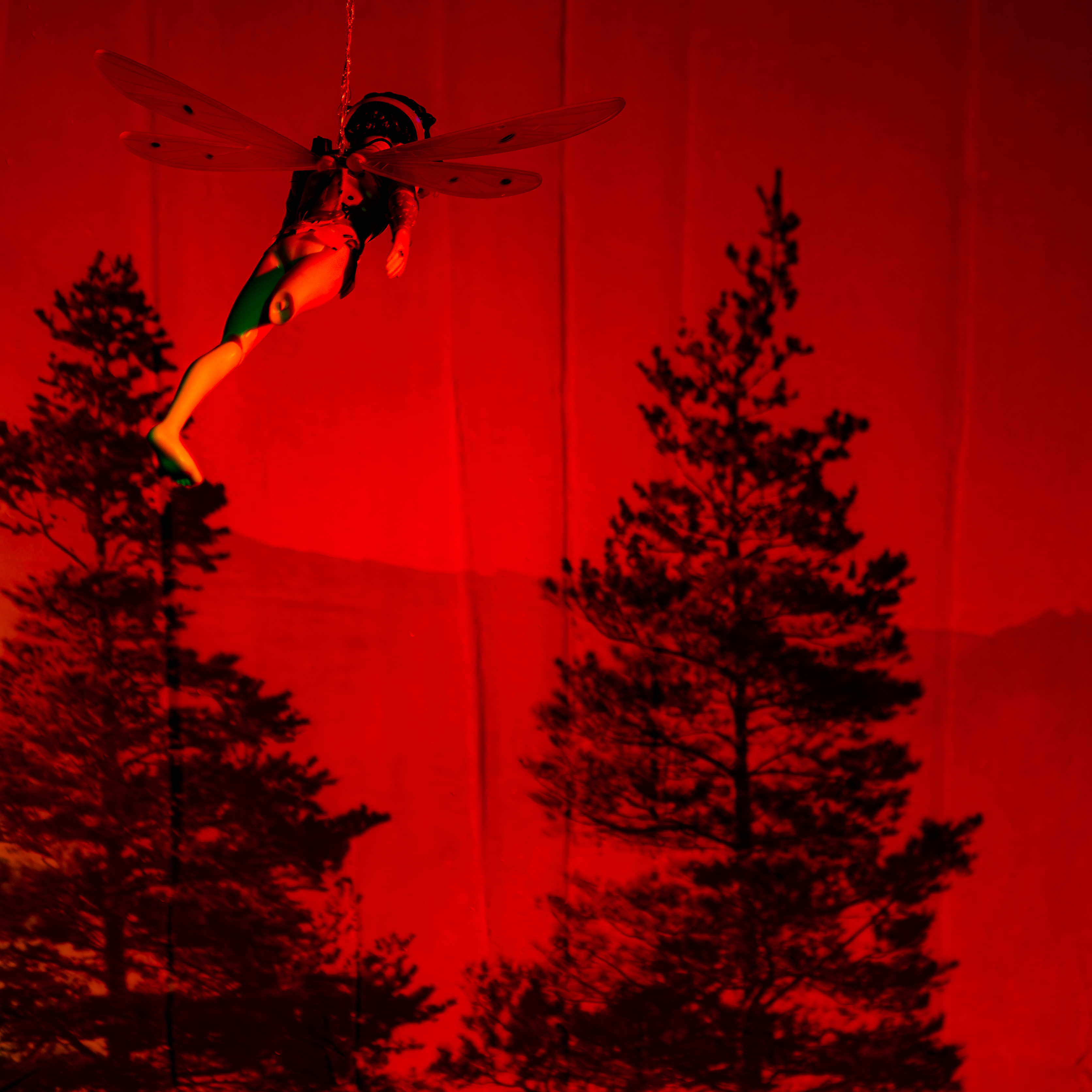
Barnens magiska rum, Parviz Dadgostar